# گرشه‌کارات
گِرِشِه‌کارات (به مجاری:  Gersekarát) یک منطقهٔ مسکونی در مجارستان است که در واش واقع شده‌است. گرشه‌کارات ۱۹٫۹۲ کیلومتر مربع مساحت و ۷۶۲ نفر جمعیت دارد.